# SL X10p
SL X10p 차량은 로스라그스 선에 사용하는 891mm 협궤 전동차이다. X10p 1편성은 동력 제어차 X10p, 무동력 객차 UBp, 무동력 제어차 UBXp로 이루어진다. 출퇴근 시간대에는 2편성이 중련으로 운행한다. 1988년부터 1995년까지 ABB에서 생산하였다. 차량 길이는 19.9m, 폭 2.6m이며, X10p, UBp, UBXp 각각 차량 중량은 26.6, 16.0, 16.3t이다. 편성 정원은 232명이다.
차량 생산은 ABB, 전장품은 AEG에서 공급하였다. 1988년 동력차가 먼저 반입되어 과거 객차와 함께 한 편성을 이루었다가, 1990년 무동력 객차가 반입되었다. 한 쪽에 출입문이 2개씩 장착되어 있다. 직류 1500V를 가공 전차선에서 공급받아서 교류 유도 전동기로 공급한다. 전동기 출력은 400kW이다.